# 메르센 조약

메르센 조약으로 로타링기아 왕국은 서프랑크 왕국과 동프랑크 왕국에 양분되었다.

메르센 조약(독일어: Vertrag von Meerssen, 프랑스어: Traité de Meerssen)은 동프랑크 왕국의 루트비히 2세와 서프랑크 왕국의 카를 2세가 870년 8월 8일 메르센(오늘날 네덜란드 남부 림뷔르흐주에 있는 도시)에서 맺은 국경획정조약이다.
프랑크 왕국은 루도비쿠스 1세(재위: 814년 ~ 840년) 사후 843년 베르됭 조약으로 세 아들 로타르 1세, 루트비히 2세와 카를 2세에게 분할되어 중프랑크 왕국, 동프랑크 왕국, 서프랑크 왕국으로 나뉜다. 큰 아들 로타르 1세(재위: 818년 ~ 855년)가 통치하던 중프랑크 왕국은 그가 죽은 후 855년 프륌 조약으로 다시 그의 세 아들 루도비쿠스 2세, 로타르 2세, 프로방스의 샤를에게 삼분되었다. 그중 로타링기아를 다스리던 둘째 아들 로타르 2세(재위: 855년 ~ 869년)가 869년에 적자 없이 죽자, 삼촌인 루트비히 2세와 카를 2세는 그 영토를 나누어 갖기 위해 메르센 조약을 체결하였다.
이 조약으로 로타링기아 지역은 동서로 분할되어 각각 동프랑크와 서프랑크에 편입되게 된다. 새로운 국경선은 대략 뫼즈강, 모젤강, 마른강, 손강 및 쥐라산맥을 따라서 그려졌다. 정치경제적으로 중요한 지역인 아헨, 홀란드, 알자스를 포함하는 로타링기아의 동쪽 부분은 동프랑크 왕국의 영토가 되어, 후에 루트비히 2세의 아들인 루도비쿠스 3세의 영지가 된다.
이 조약의 본문 및 부대 계약서는 독일, 프랑스 쌍방의 속어로 기록되어 있으며, 내용이 부자연스러운 베르됭 조약보다는 훨씬 독일, 프랑스 양국 성립의 시발점에 가깝다고 여겨진다. 이 조약으로 그려진 새로운 국경선은 몇 번의 변동을 거쳐 880년 리베몽 조약으로 확정되었으며, 중세의 독일(동프랑크 왕국)과 프랑스(서프랑크 왕국)를 분리하는 출발점이 되었다.

## 같이 보기
- 베르됭 조약 (843)
- 리베몽 조약 (880)

## 참고 자료
- 이 문서에는 다음커뮤니케이션(현 카카오)에서 GFDL 또는 CC-SA 라이선스로 배포한 글로벌 세계대백과사전의 내용을 기초로 작성된 글이 포함되어 있습니다.